# Mrs Ukraine International
Mrs Ukraine International — щорічний конкурс краси для одружених жінок, який проходить в Україні з 2018 року. На міжнародному рівні проходить у США з 1988 року. 

## Історія
В Україні конкурс проводиться з 2018 році. Його започаткувала дизайнерка Яна Луцька, яка представляла Україну на конкурсі Mrs. International в Америці у 2017 році.
Яна Луцька є національною директоркою українського конкурсу, яка представляла Україну на конкурсі Mrs. International в Америці у 2017 році.
В журі конкурсу входять Алекс Ленартс, Партха Сатпатхі, Марина Кінах, Еміне Джапарова, Наталія Бобровникова та інші.
У 2019 році Аліна Поплавська стала переможницею конкурсу.
У 2020 році Вікторія Файнблат стара переможницею конкурсу.
У 2021 році Тетяна Ровна стала переможницею конкурсу.

## Умови участі
Учасницею конкурсу може бути жінка віком від 25 до 50 років, яка перебуває у шлюбі та проживає в Україні.